# 박상훈 (1982년)
박상훈(1982년 12월 12일 ~ )은 대한민국의 성우로, 2011년 한국방송 성우극회 공채 36기로 입사했다.

## 출연작품

### 애니메이션
- 헬로 카봇(KBS) - 범프
- 비밀♥비밀의 에그엔젤 코코밍(디즈니채널) - 미소의 할아버지
- 원피스 오리지널 18기 (대원방송) - 베라미
- 일하는 세포 (애니맥스) - 라이노 바이러스

### 극장판 애니메이션
- 겨울왕국 - 한스 왕자의 경호원
- 도리를 찾아서 - 러더, 피치, 자크, 트럭 손님, 썬피쉬
- 인사이드 아웃 - 데이브, 아빠의소심
- 삼총사: 용감한 친구들 - 퍼피디어스
- 글래디에이터: 로마 영웅 탄생의 비밀 - 파브릭키우스
- 쿵후팬더: 영웅의 탄생 - 인삼, 몽키
- 슈퍼히어로 - 토피도, 꼬냑
- 프리버즈: 밍쿠와 찌아의 도시 대탈출 - 방울새
- 코비: 블루 엘리펀트의 전설 - 대장, 뚱보
- 두갈 : 마법의 회전목마 - 성우
- 드래곤 기사단 - 람세스
- 로코왕국의 전설: 엘프킹을 찾아서 - 럭키덕
- 쿰바: 반쪽무늬 얼룩말의 대모험 - 나이젤/템바
- 몬스터 왕국 - 선장
- 비행기 2: 소방구조대 - 성우
- 부니 베어: 롤라 구출 대모험 - 바부
- 목소리꼬마잠수함 올리 2 - 디
- 몬스터 대학교 - 학생
- 윈드랜드 - 피오
- 리틀드래곤 코코넛 - 발두인
- 리틀 폭스 - 덩치 / 코비
- 드래곤 네스트: 평화 기사단 VS 블랙 드래곤 - 벨스커드
- 노아의 방주: 남겨진 녀석들 - 스테이풋
- 백설공주: 사라진 아빠를 찾아서 - 노바
- 부니베어: 브램블의 신비한 모험 - 브램블
- 부니베어: 로거빅 컴백홈 프로젝트 - 브램블
- 부니베어: 나무 도둑의 습격 - 브램블
- 매직브러시 - 흑장군
- 빅 - 레밍스
- 피터와 드래곤 - 개빈
- 눈의 여왕3: 눈과 불의 마법 대결
- 키코리키: 황금모자의 비밀 - 크래쉬 / 도코 / 디젤
- 매지컬: 공주를 웃겨라 - 타이터스
- 카 3: 새로운 도전 - 칼 웨더스 / 해밀턴 / 제프
- 인크레더블 2 - 형사2
- 빅풋 주니어 - 미스터 윌리스
- 래빗 스쿨 - 안톤
- 얼리 맨 - 누스
- 틴에이지 크라켄 루비 - 브릴 삼촌
- 와일드 로봇 - 패들러

### 특촬물
- 파워레인저 다이노소울 - 밤바/소울 블랙
- 파워레인저 다이노소울 VS 루팡포스 VS 패트롤포스 - 밤바 / 소울 블랙
- 울트라 시리즈
  - 울트라 갤럭시 파이트: 거대한 음모 - 울트라맨 그레이트
- 도겐져스 더비기닝 - 야바이가면/아오이론

### 다큐
- 2014.03.22 KBS 동물의 왕국 <동물의 왕, 사자의 몰락>
- 2014.04.12 KBS 동물의 왕국 <생존을 위한 질주, 치타>
- 2014.04.26 KBS 동물의 세계 <하나된 무리의 힘, 개미>
- 2014.05.11 KBS 동물의 왕국 <땅 속 깊은 곳, 개미의 비밀>
- 2014.05.13 KBS 동물의 세계 <곤충 해부학 실험실 (1)>
- 2014.05.16 KBS 동물의 세계 <곤충 해부학 실험실 (2)>
- 2014.05.19 KBS 동물의 세계 <곤충 해부학 실험실 (3)>
- 2014.07.08 KBS 동물의 세계 <칼리하라 사막의 쿵푸가족, 미어캣 (1)>
- 2014.07.09 KBS 동물의 세계 <칼리하라 사막의 쿵푸가족, 미어캣 (2)>
- 2014.07.10 KBS 동물의 세계 <칼리하라 사막의 쿵푸가족, 미어캣 (3)>
- 2014.07.26 KBS 동물의 왕국 <동물의 왕, 사자의 몰락>
- 2014.08.09 KBS 동물의 왕국 <생존을 위한 질주, 치타>
- 2014.10.11 KBS 동물의 왕국 <비를 기다리며 제 1부 혹독한 건기의 시작>
- 2014.10.25 KBS 동물의 왕국 <비를 기다리며 제 2부 생사의 갈림길>
- 2014.11.01 KBS 동물의 왕국 <비를 기다리며 제 3부 운명을 가르는 비>
- 2014.05.06 KBS 가정의 달 특선 다큐 <식물의 왕국> 제 4부 극적인 순간, 비밀을 엿보다
- 2015.06.30 KBS 해외걸작다큐 <1차 세계 대전 어느 병사들의 이야기> (Our World War) 제2부 전쟁과 우정 - 미첼 중사 役
- 2015.11.15 SBS 일요특선 다큐멘터리 <부국의 꿈>
- 2016.05.31 KBS 동물의 세계 <자연의 무법자 기발한 생존법 (1)>
- 2016.06.01 KBS 동물의 세계 <자연의 무법자 기발한 생존법 (2)>
- 2016.06.02 KBS 동물의 세계 <타고난 사기꾼 기만전략 (1)>
- 2016.06.03 KBS 동물의 세계 <타고난 사기꾼 기만전략 (2)>
- 2016.06.07 KBS 동물의 세계 <번식, 거짓말 그리고 속임수 (1)>
- 2016.06.08 KBS 동물의 세계 <번식, 거짓말 그리고 속임수 (2)>
- 2016.08.03 KBS 리우 올림픽 특선 다큐 <올림픽 전설과의 특별한 승부>
- 2016.08.04 KBS 한국무역70년 특집다큐 <다시 뛴다! 수출강국 코리아>
- 2016.09.15 KBS 글로벌 다큐멘터리 <와일드 뉴질랜드> 2부 야생의 개척자
- 2016.09.16 KBS 글로벌 다큐멘터리 <와일드 뉴질랜드> 3부 다시 찾은 낙원
- 2016.10.01 KBS 다큐 공감 170회 <레바논에서 만난 태양의 후예들>
- 2016.10.26 KBS 동물의 세계 <번식을 위한 사랑의 춤 (1)>
- 2016.10.27 KBS 동물의 세계 <번식을 위한 사랑의 춤 (2)>
- 2016.11.29 KBS 동물의 세계 <기적의 야생 적응기 - 짖는 원숭이와 치타 (1)>
- 2016.11.30 KBS 동물의 세계 <기적의 야생 적응기 - 짖는 원숭이와 치타 (2)>
- 2017.03.01 KBS 동물의 세계 <브라질의 은밀한 사냥꾼, 재규어>
- 2017.04.12 KBS 동물의 세계 <자연의 무법자 - 기발한 생존법 (1)>
- 2017.04.13 KBS 동물의 세계 <자연의 무법자 - 기발한 생존법 (2)>
- 2017.04.14 KBS 동물의 세계 <타고난 사기꾼 - 기만전략 (1)>
- 2017.04.17 KBS 동물의 세계 <타고난 사기꾼 - 기만전략 (2)>
- 2017.04.18 KBS 동물의 세계 <번식, 거짓말 그리고 속임수 (1)>
- 2017.04.19 KBS 동물의 세계 <번식, 거짓말 그리고 속임수 (2)>
- 2017.05.18 KBS 동물의 세계 <동물 육아 일기 - 위대한 스승, 엄마 (1)>
- 2017.05.19 KBS 동물의 세계 <동물 육아 일기 - 위대한 스승, 엄마 (2)>
- 2017.07.24 KBS 동물의 세계 <멸종 위기종 기린, 희망을 말하다 (1)>
- 2017.07.25 KBS 동물의 세계 <멸종 위기종 기린, 희망을 말하다 (2)>
- 2017.09.14 KBS 동물의 세계 <빙하시대의 거대동물들 - 1부 검치호의 땅>
- 2017.09.15 KBS 동물의 세계 <빙하시대의 거대동물들 - 2부 혹한의 절정>
- 2017.10.09 KBS 동물의 세계 <진화의 섬 - 새로운 에덴, 하와이>
- 2017.10.10 KBS 동물의 세계 <진화의 섬 - 최후의 안식처, 마데이라>
- 2017.10.13 KBS 동물의 세계 <기적의 야생적응기 - 짖는 원숭이와 치타>
- 2017.10.15 KBS 글로벌 다큐멘터리 <와일드 멕시코> 2부 마야의 숲
- 2017.11.19 KBS 글로벌 다큐멘터리 <세계의 산맥 1부 북아메리카의 척추, 로키>
- 2017.11.26 KBS 글로벌 다큐멘터리 <세계의 산맥 2부 세계의 지붕, 히말라야>
- 2017.12.03 KBS 글로벌 다큐멘터리 <세계의 산맥 3부 불과 얼음의 세상, 안데스>
- 2018.01.27 KBS 동물의 왕국 <동물의 왕, 사자의 몰락>
- 2018.01.28 KBS 동물의 왕국 <배짱 두둑한 작은 거인, 벌꿀 오소리 (2)>
- 2018.02.04 KBS 동물의 왕국 <생존을 위한 질주, 치타>
- 2018.02.16 KBS 동물의 왕국 <오지의 사냥꾼 제1부 솔로몬 제도의 상어부족>
- 2018.02.17 KBS 동물의 왕국 <오지의 사냥꾼 제2부 몽골의 검독수리 부족>
- 2018.02.19 KBS 동물의 왕국 <오지의 사냥꾼 제3부 에티오피아의 하이에나 부족>
- 2018.03.20 KBS 동물의 세계 <동물들의 신기한 신체구조 (1)>
- 2018.03.21 KBS 동물의 세계 <동물들의 신기한 신체구조 (2)>
- 2018.03.24 KBS 동물의 왕국 <새끼사자의 기구한 운명, 절망에서 희망으로!>
- 2018.03.26 KBS 동물의 세계 <영리한 동물들 (1)>
- 2018.03.27 KBS 동물의 세계 <영리한 동물들 (2)>
- 2018.04.07 KBS 동물의 왕국 <동물의 왕, 사자의 몰락>
- 2018.04.30 KBS 동물의 세계 <기적의 야생적응기 - 짖는 원숭이와 치타 (1)>
- 2018.05.01 KBS 동물의 세계 <기적의 야생적응기 - 짖는 원숭이와 치타 (2)>
- 2018.05.08 KBS 동물의 세계 <자연의 무법자 - 기발한 생존법 (1)>
- 2018.05.09 KBS 동물의 세계 <자연의 무법자 - 기발한 생존법 (2)>
- 2018.05.20 KBS 동물의 왕국 <생존을 위한 질주, 치타>
- 2018.05.22 KBS 동물의 세계 <마지막 북부 흰 코뿔소, 수단>
- 2018.06.18 KBS 동물의 세계 <타고난 사기꾼 - 기만전략 (1)>
- 2018.06.19 KBS 동물의 세계 <타고난 사기꾼 - 기만전략 (2)>
- 2018.06.20 KBS 동물의 세계 <번식, 거짓말, 그리고 속임수 (1)>
- 2018.06.21 KBS 동물의 세계 <번식, 거짓말, 그리고 속임수 (2)>
- 2018.07.04 KBS 동물의 세계 <불곰 이야기 - 굶주림과의 싸움 (1)>
- 2018.07.05 KBS 동물의 세계 <불곰 이야기 - 굶주림과의 싸움 (2)>
- 2018.07.13 KBS 동물의 세계 <동물들의 신기한 신체구조 (1)>
- 2018.07.14 KBS 동물의 세계 <동물들의 신기한 신체구조 (2)>
- 2018.07.16 KBS 동물의 세계 <불곰이야기 - 알래스카 불곰의 사생활 (1)>
- 2018.07.17 KBS 동물의 세계 <불곰이야기 - 알래스카 불곰의 사생활 (2)>
- 2018.07.27 KBS 동물의 세계 <영리한 동물들 (1)>
- 2018.07.28 KBS 동물의 세계 <영리한 동물들 (2)>
- 2018.09.24 KBS 동물의 세계 <삶과 죽음이 공존하는 곳 갠지스>
- 2018.09.25 KBS 동물의 세계 <아프리카 남부의 젖줄 잠베지>
- 2018.09.26 KBS 동물의 세계 <거구들의 천국 아마존>
- 2018.10.26 KBS 동물의 세계 <불곰이야기 - 굶주림과의 싸움 (1)>
- 2018.10.28 KBS 동물의 세계 <불곰이야기 - 굶주림과의 싸움 (2)>
- 2018.10.29 KBS 동물의 세계 <속도의 제왕, 매 (1)>
- 2018.10.30 KBS 동물의 세계 <속도의 제왕, 매 (2)>
- 2018.10.31 KBS 동물의 세계 <생존의 대가, 수달 (1)>
- 2018.11.01 KBS 동물의 세계 <생존의 대가, 수달 (2)>
- 2019.01.02 KBS 동물의 왕국 <영리한 동물들 (1)>
- 2019.01.03 KBS 동물의 왕국 <영리한 동물들 (2)>
- 2019.01.04 KBS 동물의 왕국 <생존의 대가, 수달 (1)>
- 2019.01.07 KBS 동물의 왕국 <생존의 대가, 수달 (2)>
- 2019.01.19 KBS 동물의 왕국 <마카크 원숭이 이야기>
- 2019.01.27 KBS 동물의 왕국 <거구들의 안식처, 나미비아>
- 2019.02.02 KBS 동물의 왕국 <설기획 회색곰 고아들, 야생으로 돌아가다 (상)>
- 2019.02.03 KBS 동물의 왕국 <설기획 회색곰 고아들, 야생으로 돌아가다 (하)>
- 2019.02.04 KBS 동물의 왕국 <동물농장 - 재간둥이, 양>
- 2019.02.05 KBS 동물의 왕국 <동물농장 - 먹보, 돼지>
- 2019.02.06 KBS 동물의 왕국 <동물농장 - 든든한 일꾼, 소>
- 2019.02.09 KBS 동물의 왕국 <위기의 유인원, 오랑우탄>
- 2019.02.24 SBS 일요특선 다큐멘터리 <과학 또 하나의 눈 커뮤니케이터> (해설)
- 2019.02.25 KBS 동물의 왕국 <속도의 제왕, 매 (1)>
- 2019.02.26 KBS 동물의 왕국 <속도의 제왕, 매 (2)>
- 2019.03.16 KBS 동물의 왕국 <삶과 죽음이 공존하는 곳, 갠지스>
- 2019.03.17 KBS 동물의 왕국 <아프리카 남부의 젖줄, 잠베지>
- 2019.03.23 KBS 동물의 왕국 <거구들의 천국 아마존>

### 예능
- 블락비의 개판 5분전 (M.net)
- 황금 나침반 (YTN)
- 2TV 생생정보 (KBS)
- 하우스 (JTBC)

### 외화

#### 드라마
- 삼국지 극장판 (CHING) - 원담
- 닥터후 시즌 7 (KBS) - 나빌
- 대막요 (CHING) - 막순 (후거) 외
- 캐주얼티 (헬스메디TV)
- 이브의 복수 (텔레노벨라) - 다니엘
- 셜록 시즌 4 (KBS) - 데이빗(찰스 에드워즈) / 어부(랄프 이네슨)
- 리썰 웨폰 (KBS) - 젠킨스(콜린 패트릭 린치)
- 호크아이 - 이반 배니오니스(알렉스 파우노빅) / 그릴스(클레이턴 잉글리쉬) / 경매인(배리 락클리프)

#### 영화
- 사랑할 때 버려야 할 아까운 것들 (KBS) - 리오 (존 패브로)
- 나의 그리스식 웨딩 2 (KBS) - 니코(루이스 맨다이어)
- 마이 걸 (KBS) - 대니 데보토 (레이 버테니카)
- 마이 리틀 자이언트 - 군인
- 페이머스 파이브: 키린섬의 비밀 (극장 개봉작) - 한센
- 원티드 (KBS) - 배리 (크리스 프랫) / 회복실 치료사(콘스탄틴 하벤스키)
- 신비한 동물사전 - 크레덴스(에즈라 밀러)
- 신비한 동물들과 그린델왈드의 범죄 - 크레덴스(에즈라 밀러)
- 버틀러 (KBS) - 루이스 게인즈 (데이비드 오옐러워)
- 컨스피러시 (KBS) - 머피 (존 함스)
- 퍼블릭 에너미 (KBS) - 해리 '피트' 피어폰트 (데이비드 웨넘)
- 조조: 황제의 반란 (KBS) - 목순 (타마키 히로시)
- 어벤져스: 인피니티 워 - 에보니 모(톰 본롤러)
- 일대종사 (KBS) - 불량배(선허)
- 오즈: 그레이트 앤드 파워풀(KBS) - 휠체어 소녀의 아빠(랄프 리스터)
- 워터 디바이너 (KBS) - 아서 코너 (라이언 코)
- 패딩턴 (KBS) - 베리 (사이몬 파너비)
- 미녀와 야수 - 마을 사람(마이클 집슨)
- 호두까기 인형과 4개의 왕국 - 호손
- 알라딘 - 이아고(앨런 튜딕)
- 이터널스 - 핍(패튼 오스왈트)

### 라디오 드라마
소설극장 (KBS 3라디오)
- 2011.01.02 ~ 2011.02.13 조정래 <허수아비 춤> (건설사장 / 지사장 / 신문사 사장 외)
- 2011.02.14 ~ 2011.04.06 은희경 <소년을 위로해 줘> (이삿짐 센터 직원 / 학생 / 남자 / 아저씨)
- 2011.04.07 ~ 2011.05.21 권비영 <덕혜옹주> (고종 / 사내 / 카토 외)
- 2011.05.22 ~ 2011.07.02 박완서 <아주 오래된 농담> (현금 시아버지 / 의사 / 최도사)
- 2011.07.03 ~ 2011.08.15 박범신 <은교> (의사 / 오사장 / 웨이터 / 호송인)
- 2011.08.16 ~ 2011.09.27 최인호 <낯익은 타인들의 도시> (사회자 / 아버지)
- 2011.09.28 ~ 2011.11.04 오세영 <북벌> (이완)
- 2011.11.05 ~ 2011.11.14 성석제 <호랑이를 봤다> (노인 / 오리 회사 공장장)
- 2011.11.15 ~ 2012.01.23 정유정 <7년의 밤> (안승환)
- 2012.01.24 ~ 2012.03.01 심윤경 <나의 아름다운 정원> (현동이 할아버지)
- 2012.03.02 ~ 2012.04.08 최문희 <난설헌> (허엽)
- 2012.07.07 ~ 2012.08.03 김주영 <잘가요 엄마> (나)
- 2012.04.09 ~ 2012.07.06 천명관 <나의 삼촌, 브루스 리> (칼판장 / 안경 / 사내)
- 2012.08.04 ~ 2012.10.05 이정명 <별을 스치는 바람> (김굉필 / 에구치 신스케 / 모리오카 원장 /사내)
- 2012.10.06 ~ 2012.11.09 백영옥 <실연당한 사람들을 위한 일곱시 조찬 모임> (최부장)
- 2012.11.10 ~ 2012.12.19 이승우 <지상의 노래> (장)
- 2012.12.20 ~ 2013.01.24 조세희 <난장이가 쏘아 올린 작은 공> (앉은뱅이 / 건설계원)

라디오 극장 (KBS 한민족 방송)
- 2011.05.01 ~ 2011.05.31 박석준 <그루터기> (아버지 '1~ 2'회 / 이서형)
- 2011.06.01 ~ 2011.06.30 천명관 <고령화 가족> (동창2 / 박사장 / 남자)
- 2011.07.01 ~ 2011.07.31 권현숙 <루마니아의 연인> (제네럴 디렉터 / 루마니아 디렉터 / 하객1 외)
- 2011.08.01 ~ 2011.08.31 김탁환 <열하광인> (당상관1 / 박찬 / 하인 / 이덕무 / 김내손 / 길흥수)
- 2012.01.01 ~ 2012.01.31 한수영 <플루토의 지붕> (이씨)
- 2012.03.01 ~ 2012.03.31 조정래 <황토> (운전수 / 경찰서장 / 보안서원 / 태순)
- 2012.04.01 ~ 2012.04.30 김탁환 <열녀문의 비밀> (김홍도 / 임태명 / 최벽문 / 박훈)
- 2012.06.01 ~ 2012.06.30 성석제 <도망자 이치도> (거지 / 이웃1 / 왕확 젊은 시절 / 대열차 강도단의 두목 외)
- 2012.07.01 ~ 2012.07.31 김별아 <논개> (주달무 / 의원 / 새우젓 장수 / 최경장 / 도요토미 / 우키다 외)
- 2012.11.01 ~ 2012.11.30 김별아 <채홍> (내시2)
- 2012.12.01 ~ 2012.12.31 명지현 <교군의 맛> (강용수)
- 2013.01.01 ~ 2013.01.31 김탁환 <허균, 최후의 19일> (김개 / 이징 / 동인남 / 스승 / 김예직 / 강문범 / 박홍구)
- 2014.01.01 ~ 2014.01.31 최제훈 <나비잠>

라디오 독서실 (KBS 2라디오)
- 2011.02.20 해이수 <절정> (군졸2)
- 2011.02.27 전광용 <꺼삐딴 리> (성우)
- 2011.03.20 박형서 <자정의 픽션> (황기택)
- 2011.04.10 박민규 <그렇습니까? 기린입니다> (금성인)
- 2011.04.17 박금산 <귓속의 길> (상좌)
- 2011.04.24 백영옥 <청첩장 살인사건> (성우4)
- 2011.05.08 이명랑 <제삿날> (석철)
- 2011.06.05 강영숙 <문래에서> (화가1)
- 2011.06.12 문순태 <그 여자의 방> (최씨)
- 2011.06.19 김애란 <물속 골리앗> (성우)
- 2011.06.26 김영현 <깊은 강은 멀리 흐른다> (삼촌)
- 2011.07.03 조세희 <난장이가 쏘아올린 작은 공> (영호)
- 2011.07.10 김도연 <사람 살려> (사공)
- 2011.07.31 황태환 <고양이를 찾습니다> (그라인더맨)
- 2011.08.07 정석화 <킬 힐> (의사)
- 2011.08.14 강경애 <소 금> (소금장수)
- 2011.08.21 윤영수 <문단속을 제대로 하지 않으면> (인부2)
- 2011.08.28 염승숙 <노 웨어 맨> (사장)
- 2011.09.18 공선옥 <설운 사나이> (이강호)
- 2011.10.09 천운영 <눈보라콘> (남자)
- 2011.10.16 심상대 <묵호를 아는가> (사내1)
- 2011.10.23 한   강 <여수의 사랑> (성우)
- 2011.11.06 이무영 <제1과 제1장> (중년2)
- 2011.11.13 편혜영 <저녁의 구애> (상인)
- 2011.11.20 백정승 <빈집> (관리인)
- 2011.12.18 이태준 <돌다리> (의사)
- 2012.01.01 박지원 <호질>, <열녀함양박씨전> (북곽선생 / 남편)
- 2012.01.22 안숙경 <삼각 조르기> (사장)
- 2012.02.05 김가경 <홍루> (러시아 선원)
- 2012.02.12 김영하 <옥수수와 나> (카페사장)
- 2012.02.19 김   숨 <국수> (부장)
- 2012.03.04 정용준 <떠떠떠 떠> (남자)
- 2012.03.11 손보미 <폭우> (남편)
- 2012.03.18 최민석 <부산말로는 할 수 없었던 이방인 부르스의 말로> (원장)
- 2012.03.25 전석순 <악수> (J)
- 2012.04.01 구효서 <이발소 거울> (이발사)
- 2012.04.22 이문구 <우리 동네 김씨> (유순봉)
- 2012.05.06 정이현 <소녀시대> (아빠)
- 2012.05.13 윤후명 <모든 별들은 음악소리를 낸다> (큰아버지)
- 2012.05.20 김유정 <만무방> (주지)
- 2012.06.03 최인훈 <놀부뎐> (흥부)
- 2012.06.17 윤대녕 <말발굽 소리를 듣는다> (김벌레)
- 2012.06.24 김만중 <사씨남정기> (동청)
- 2012.07.08 강병융 <낙찰> (동남아 슈퍼맨)
- 2012.07.22 김재성 <노끈> (팀장)
- 2012.08.05 조선희 <버들고리> (할아버지)
- 2012.08.19 채만식 <레디메이드 인생> (M)
- 2012.08.26 이영훈 <모두가 소녀시대를 좋아해> (경비)
- 2012.09.16 김애란 <그곳에 밤 여기에 노래> (형)
- 2012.09.30 작자미상 <규중칠우쟁론기> 외 2편 (해설)
- 2012.10.14 김수정 <삵> (단속반)
- 2012.10.28 김인숙 <빈집> (중년)
- 2012.11.11 서유미 <당분간 인간> (해설)
- 2012.12.02 염승숙 <레인스틱> (노숙자)
- 2012.12.30 김   숨 <옥천 가는 날> (운전기사)
- 2013.03.17 최진영 <어디쯤> (아버지)
- 2013.05.19 김경욱 <인생은 아름다워> (원장)
- 2013.12.08 이기호 <김박사는 누구인가> (김박사)
- 2015.12.27 최정화 <홍로> (남자)

KBS 무대 (KBS 한민족 방송)
- 2011.02.26 호각소리 (기자2)
- 2011.03.05 고향의 봄 (정식)
- 2011.03.12 화빈방 미용실 (구청 직원)
- 2011.05.07 코끼리 (학생)
- 2011.05.21 황금 테두리 (김차석)
- 2011.06.18 거울 속의 나 (손님1)
- 2011.06.25 나는 누구입니까? (인민군3)
- 2011.07.02 웨딩 브레이커
- 2011.07.30 세여자의 2박 3일 (진국부)
- 2011.08.13 별이 빛나는 밤에 (남자1)
- 2011.09.03 영이누나 (아저씨1)
- 2011.09.10 우리들의 한가위 (혜림 남편)
- 2011.09.24 502호 그 여자 (인부2)
- 2011.10.01 행복 찾기 (태주)
- 2011.10.29 꽃진이 (웨이터)
- 2011.11.12 산중턱에서 (직원)
- 2011.11.26 소년의 바다 (구급대원)
- 2011.12.17 무다잡 전당포 (양이남자)
- 2012.01.07 소크라테스는 살아있다 (이준섭)
- 2012.01.14 용(龍)사마 가족 (메시지2)
- 2012.02.18 내 딸을 부탁해 (덕구)
- 2012.02.25 백만 원 (은행원)
- 2012.03.31 부활 (필름)
- 2012.04.21 세상에서 가장 아름다운 만남 (인턴)
- 2012.05.12 역지사지 (오규철)
- 2012.05.19 출구 (애인)
- 2012.06.02 마지막 선물 (악기상 주인)
- 2012.07.07 저 먼 푸른 섬 (수의사)
- 2012.07.14 방문객 (김순경)
- 2012.09.22 그 바람에 입맞춤하다 (약혼남)
- 2012.10.13 연산의 꿈 (임사홍)
- 2012.10.27 천년송 (윤선도 / 청년2)
- 2012.11.24 무진으로 가는 길 (동창2)
- 2012.12.29 아버지의 바다 (주인)
- 2013.03.09 진달래가 필 때면 (태호)
- 2013.04.13 날아라 버스야 (사장)
- 2013.08.24 진상 패밀리 (민호)
- 2014.03.01 카메오 (지호)
- 2014.07.26 처음처럼 그들 (김규호)
- 2015.06.27 위대한 유산 (고현규)

대한민국 경제실록 (KBS 1라디오)
- 2011.01.27 ~ 2011.03.09 제05화 수출입국-영광과 시련의 발자취 (이사장)
- 2011.03.10 ~ 2011.04.20 제06화 철의 신화 (김정염 외)
- 2011.04.21 ~ 2011.06.17 제07화 한국경제의 대동맥 경부고속도로 (허필훈 외)
- 2011.06.20 ~ 2011.08.16 제08화 검은 황금, 오일머니를 잡아라 (전갑원 외)
- 2011.08.17 ~ 2011.10.26 제09화 서울, 고도성장의 신화 (윤치영 외)
- 2011.10.27 ~ 2011.12.30 제10화 한국경제의 엔진, 자동차 (이한백 외)
- 2012.01.02 ~ 2012.03.02 제11화 제5공화국 경제수석실 (강경식 외)
- 2012.03.05 ~ 2012.05.01 제12화 산업인력 해외진출사 (최덕신 외)
- 2012.05.02 ~ 2012.07.13 제13화 5공화국 사채파동 (임재수 외)
- 2012.07.16 ~ 2012.09.21 제14화 5공화국, 부실기업 정리의 명과암 (박건석 외)
- 2012.09.24 ~ 2012.12.07 제15화 한국 경제의 여명기 (번즈 외)
- 2013.02.26 ~ 2013.05.23 제17화 강남의 역사 (윤치영)
- 2013.05.24 ~ 2013.07.22 제18화 3저호황과 한국경제 (노태우 측근)
- 2013.07.22 ~ 2013.09.13 제19화 국책사업, 그 빛과 그림자 (윤진식)

책 읽는 밤 (KBS 1라디오)
- 낭독 / 연기

다큐멘터리 역사를 찾아서 (KBS 1라디오)
- 공민왕

창사특집 3부작 <역사 속의 장애 위인> (KBS 3라디오)
- 2012.03.01 제1부 임진왜란의 숨은 영웅 장애인 장군 황대중 (회)
- 2012.03.02 제2부 한발 정승 윤지완 (숙종)
- 2012.03.03 제3부 은둔의 대학자 조성기

특별기획 아주 특별한 기부 <내 인생의 책> (KBS 3라디오)
- 2012.07.29 김구 <백범일지> (선비)
- 2012.09.30 세르반테스 <돈키호테> (돈키호테)
- 2012.12.23 빅터 프랭클 <죽음의 수용소에서> (수감자)

연중기획 <이제, 나는 대한민국 국민입니다> (KBS 한민족 방송)
- 2014.02.28 제02부 우리들의 영원한 동지 황장엽 (김덕홍)
- 2014.06.29 제06부 중국 동포 문 민의 아름다운 열정 (할아버지 / 상사)
- 2014.08.30 제08부 사할린동포, 최복이 (사할린 동포 외)
- 2014.11.30 제11부 통일을 준비하는 방송인 김정현 (아버지)
- 2014.12.31 제12부 고국땅에 사랑을 전합니다 문경철 (할아버지)

특집기획 라디오 다큐멘터리, 라디오 드라마 (KBS)
- 2011.12.16 KBS 1라디오 특집 다큐멘터리 대한민국 철강왕, 그 큰 별이 지다. (미국 코퍼스사의 포이 회장)
- 2013.03.07 KBS 1라디오 2013 희망가 우리 시대 의사의 조건 - 1부 기적은 없다 (선배 교수)
- 2013.03.08 KBS 1라디오 2013 희망가 우리 시대 의사의 조건 - 2부 착한 동행 (의사)
- KBS 원주 방송국 특별 다큐멘터리 <500년의 이별> (수양대군 / 영월호장 엄흥도)

한국 근대문학 기행, <모란, 소나기, 그리고 서시> (KBS 한민족 방송, KBS 1라디오 공동기획)
- 2014.10.31 제3편 별이 된 시인 윤동주 (윤영석)

### 게임
- 하스스톤
- Fear
- 카오스
- 타짜맞고
- 검은사막
- 도탑전기
- World of warcraft
- 어센던트 원
- 블레이드&소울
- 7개의 대죄
- 리니지
- 이런영웅은싫어
- 붕괴: 스타레일

### 오디오 드라마
- 2013.07.29~2013.09.29 살인자 (라툰)
- 2013.12.08~2014.01.05 카니발 프롤로그 (라툰)
- 가장 보통의 연애 (Aco) - 김재민 役
- 팍스보비스 (Aco) - 루치아노 에이비 役
- 보편적인 로맨스 (夜海) - 형우 役
- 테일코트 (夜海) - 강고준 役
- 천추세인 (夜海) - 호완평 役
- Witness (MAPS) - 황성재 役
- PASSION(패션) (Aco) - 일레이 리그로우 役

## 수상 경력
- 2012년 KBS 라디오 연기대상 (신인 남자 연기상)